# チリコシー (ミズーリ州)
チリコシー（英: Chillicothe）は、アメリカ合衆国ミズーリ州の都市。リビングストン郡の郡庁所在地である。人口は9,107人（2020年）。チリコシーという名前は、ショーニー族インディアンの言葉で「大きな町」を意味し、1774年から現在の町の約1マイル北にあった集落チリコシーから採られた。
チリコシーは、アカデミー賞授賞式のオープニングに使われる世界的に有名な歌『フーレイ・フォー・ハリウッド』に歌われている2つの名前の1つである。
1937年の歌（作詞ジョニー・マーサー、作曲リチャード・A・ホワイティング）の2番は次の様になっている。
「フーレイ・フォー・ハリウッド! あの偽物で、超コニーのハリウッド。彼らはチリコシーとパデューカから来ている」
どちらの市名もオリジナル版では綴りが間違っていた。

## チリコシーとリビングストン郡の歴史

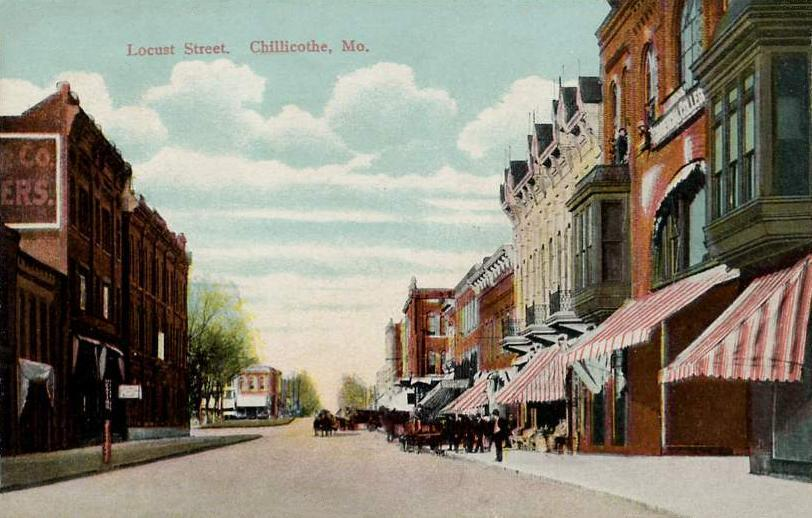
ロカスト通り、1908年頃

チリコシーとなった地域には当初インディアンが住んでいた。ヨーロッパ人が最初に接触した時には、オセージ族やミズーリ族が住んでいた。初期のヨーロッパ人はフランス人の探検家や交易業者だった。1800年までにショーニー族とアイオワ族が流れてきた。ショーニー族はオハイオ領土から来ており、そこではアメリカ独立の前から攻撃的なイロコイ族インディアンの圧力を受け、後には侵入してくるヨーロッパ系アメリカ人の存在があった。ショーニー族はオセージ族を追い出し、現在の町の約1マイル北に「チリコシー」と呼ぶ大きな集落を造った。「チリコシー」はショーニー族の中で大きなバンドの名前でもあった。地域の他のインディアン部族としては、ソーク族、フォックス族、ポタワトミ族がおり、全てこの地域で狩猟を行っていた。
19世紀初期、ヨーロッパ系アメリカ人がミズーリにも入ってくるようになった。アメリカ合衆国市民による当初の測量は1837年8月31日に登記され、同じ場所の再測量は1859年8月5日に登記された。チリコシーの町は1855年3月1日にミズーリ州議会で承認された法によって、市として法人化された。リビングストン郡はこれに先立つ1837年の設立であり、コミッショナーによってチリコシーが郡庁所在地に選定され、郡政委員会の最初の会期は1838年5月7日に始まっていた。同年8月、公共広場に5,000ドルを超えない費用で初代郡庁舎を建設する命令が出された。刑事事件と民事事件の裁判を行う最初のミズーリ州巡回裁判所は1887年7月3日に開廷された。
リビングストン郡には、州内の古い郡や、ケンタッキー州やテネシー州といったアップランドサウスから、さらには旧北西部領土のオハイオ州などから、西方への移住が続いた時に流れてきた人々が入植した。1859年にハンニバル・アンド・セントジョセフ鉄道が開通する前に、町は安普請の家に建築的美観やデザインのようなものを施して、最少の開発が行われていた。建築材料は町の周囲にあるオークやクルミの木から切り出され、製材された。これら樹木が当初の土地を覆っていた。
鉄道は町の発展に推進力を与えた。当初木組みの建物があった間もなく2階建てや3階建てのレンガ造り事業用ビルが建設された。1865年から1870年、町は急速に成長し、その後1875年までは中だるみがあったが、36,000ドルを掛けた美しい3階建て校舎の建設が始まった。これは現在中学校になっている。この頃からゆっくりだが着実な成長を続け、1886年にはシカゴ・ミルウォーキー・アンド・セントポール鉄道が開通した。同年には水道が引かれ、電燈が点った。20世紀初期には近代化を続けた。

## 地理
チリコシーは北緯39度47分35秒 西経93度33分07秒 / 北緯39.793045度 西経93.551957度に位置している。
アメリカ合衆国国勢調査局に拠れば、市域全面積は7.03平方マイル (18.21 km2)であり、このうち陸地7.02平方マイル (18.18 km2)、水域は0.01平方マイル (0.03 km2)で水域率は0.82%である。近くをグランド川が流れている。
市内はアメリカ国道36号線、同65号線、およびミズーリ州道190号線が通っている。

## 人口動態

### 2010年国勢調査
以下は2010年の国勢調査による人口統計データである。
| 基礎データ - 人口: 9,515 人 - 世帯数: 3,612 世帯 - 家族数: 2,146 家族 - 人口密度: 523.3人/km2（1,355.4人/mi2） - 住居数: 4,108 軒 - 住居密度: 225.9軒/km2（585.2/mi2） 人種別人口構成 - 白人: 93.5 - アフリカン・アメリカン: 3.7% - ネイティブ・アメリカン: 0.4% - アジア人: 0.3% - その他の人種: 0.5% - 混血: 1.5% - ヒスパニック・ラテン系: 1.5% | 年齢別人口構成 - 18歳未満: 21.4% - 18-24歳: 8.3% - 25-44歳: 27.3% - 45-64歳: 24.3% - 65歳以上: 18.6% - 年齢の中央値: 40歳 - 性比（女性100人あたり男性の人口） - 総人口: 70.4 世帯と家族（対世帯数） - 18歳未満の子供がいる: 29.7% - 結婚・同居している夫婦: 42.6% - 未婚・離婚・死別女性が世帯主: 12.7% - 非家族世帯: 40.6% - 単身世帯: 35.5% - 65歳以上の老人1人暮らし: 17.2% - 平均構成人数 - 世帯: 2.26人 - 家族: 2.90人 |

### 2000年国勢調査
以下は2000年の国勢調査による人口統計データである。
| 基礎データ - 人口: 8,968 人 - 世帯数: 3,608 世帯 - 家族数: 2,197 家族 - 人口密度: 529.4人/km2（1,370.9 人/mi2） - 住居数: 4,060 軒 - 住居密度: 239.7軒/km2（620.7 軒/mi2） 人種別人口構成 - 白人: 93.86% - アフリカン・アメリカン: 3.69% - ネイティブ・アメリカン: 0.41% - アジア人: 0.40% - その他の人種: 0.35% - 混血: 1.29% - ヒスパニック・ラテン系: 0.96% | 年齢別人口構成 - 18歳未満: 23.2% - 18-24歳: 7.7% - 25-44歳: 27.1% - 45-64歳: 20.9% - 65歳以上: 21.1% - 年齢の中央値: 40歳 - 性比（女性100人あたり男性の人口） - 総人口: 75.9 - 18歳以上: 68.4 世帯と家族（対世帯数） - 18歳未満の子供がいる: 28.7% - 結婚・同居している夫婦: 47.1% - 未婚・離婚・死別女性が世帯主: 10.4% - 非家族世帯: 39.1% - 単身世帯: 35.9% - 65歳以上の老人1人暮らし: 18.9% - 平均構成人数 - 世帯: 2.24人 - 家族: 2.92人 | 収入と家計 - 収入の中央値 - 世帯: 30,053米ドル - 家族: 40,163米ドル - 性別 - 男性: 29,070米ドル - 女性: 19,74米ドル - 人口1人あたり収入: 16,172米ドル - 貧困線以下 - 対人口: 13.4% - 対家族数: 9.6% - 18歳未満: 17.1% - 65歳以上: 13.0% |

## 教育
- チリコシー高校
- チリコシー中学校
- ガリソン学校 - タイトルIプレスクールの本部
- デューイ学校（幼稚園から1年生）
- フィールド小学校（2年生と3年生）
- セントラル・アクセラレイテッド学校（4年生と5年生）
- ビショップ・ホーガン記念学校
- グランド川工業学校
- リットン農業科学学習センター

## メディア
- チリコシー・コンスティチューション・トリビューン、1889年創刊の日刊紙

## 大衆文化の中で
- 「シティ・オブ・チリコシー」別名「チリ」は、ロバート・A・ハインラインのSF小説『メトセラの子ら』に出て来る宇宙船の名前である
- チリコシーのニックネームは「スライスされたパンの故郷」である。1928年7月7日、チリコシー・ベイキング・カンパニーが「地域の品質高いグローサー」でスライスされたパンの販売を始めた。これは世界初のことになった。アイオワ州の発明家オットー・ローウェッダーが創作した機械であるローウェッダー・ブレッド・スライサーを使ってスライスした[10]
- デーモン・ナイトが1954年に出したSF短編『黄金律』では、チリコシーがアメリカ合衆国の軍事基地であり、宇宙人の大使アザ・クラが拘束され取り調べられる